# Dorymyrmex richteri
Dorymyrmex richteri é uma espécie de formiga do gênero Dorymyrmex.